# Henry Sampson Woodfall
Henry Sampson Woodfall (21 de junio de 1739-12 de diciembre de 1805) fue un impresor y periodista inglés. Nació y vivió en Londres.
Su padre, Henry Woodfall, era impresor del periódico Public Advertiser, y el autor de la balada Darby and Joan, que hacía referencia a John Darby, el empleador de su hijo.